# Mochovská cerina
Mochovská cerina este o arie protejată (arie specială de conservare — SAC, sit de importanță comunitară — SCI) din Slovacia întinsă pe o suprafață de 858,4 ha, integral pe uscat.

## Localizare
Centrul sitului Mochovská cerina este situat la coordonatele 48°16′16″N 18°24′43″E / 48.271009°N 18.41203°E.

## Înființare
Situl Mochovská cerina a fost declarat sit de importanță comunitară în septembrie 2015 pentru a proteja 2 specii de animale. Situl a fost protejat și ca arie specială de conservare în octombrie 2017.

## Biodiversitate
Situată în ecoregiunea panonică, aria protejată conține 5 habitate naturale: Păduri panonice-balcanice de stejar turcesc - stejar sesil, Păduri stepice euro-siberiene cu Quercus spp., Păduri panonice cu Quercus pubescens, Păduri aluvionare cu Alnus glutinosa și Fraxinus excelsior (Alno-Padion, Alnion incanae, Salicion albae), Păduri mixte riverane de Quercus robur, Ulmus laevis și Ulmus minor, Fraxinus excelsior sau Fraxinus angustifolia, de-a lungul marilor râuri (Ulmenion minoris).
La baza desemnării sitului se află mai multe specii protejate de  nevertebrate (2): orthosia schmidtii (Dioszeghyana schmidtii), rădașcă (Lucanus cervus).